# Beringov preliv
Beringov preliv ali Beringova ožina (rusko Берингов пролив, latinizirano: Beringov proliv; angleško Bering Strait) je morski preliv, ki povezuje Beringovo morje v Tihem oceanu s Čukotskim morjem v Arktičnem oceanu. Na najožji točki, med Dežnjovovim rtom v Rusiji in Rtom Prince of Wales v ZDA, je širok 82 kilometrov. Sedanja pomorska meja med Rusijo in Združenimi državami je na zemljepisni dolžini 168° 58' 37" Z, nekoliko južneje od arktičnega kroga na približno 65° 40' zemljepisne širine. Ožina je poimenovana po Vitusu Beringu, ruskem raziskovalcu, rojenem na Danskem.
Beringova ožina je bila predmet znanstvene teorije, da so se ljudje selili iz Azije v Severno Ameriko čez kopenski most, znan kot Beringija, ko je nižja gladina oceana – posledica ledenikov, ki so zadrževali ogromne količine vode – razkrila širok del morskega dna, tako v sedanji ožini kot v plitvem morju severno in južno od nje. Ta pogled na to, kako so paleo-ljudje vstopili v Ameriko, je bil prevladujoč več desetletij in je še vedno najbolj sprejet. Vsaj od začetka 20. stoletja so bili zabeleženi tudi številni uspešni prehodi brez uporabe čolna.

## Etimologija
Preliv je poimenovan po Vitusu Beringu, rojenem na Danskem, ki je bil pomorski raziskovalec v ruski mornarici in je vanj vplul leta 1728. Sicer je ruski pomorščak Semjon Ivanovič Dežnjov ta preliv preplul že leta 1648, vendar njegovo poročilo ni bilo znano do leta 1736.
V jeziku Yupik tamkajšnih Eskimov se imenuje Imakpik.

## Geografske značilnosti in znanost
Beringova ožina je na najožji točki široka okoli 82 kilometrov, med rtom Dežnjev, Čukotski polotok, Rusija, skrajno vzhodno točko (169° 39' Z) azijske celine, in rtom Princa Walesa, Aljaska, Združene države, najzahodnejšo točko (168° 05' Z) severnoameriške celine. Njegova najgloblja točka je le 90 metrov. Na severu meji na Čukotsko morje (del Arktičnega oceana) in na jugu na Beringovo morje. Ožina je edinstven habitat, redko poseljen z ljudstvom Jupiki, Inuiti in Čukči, ki imajo med seboj kulturne in jezikovne vezi.
Ožina naj bi se odprla pred 4,8-7,4 milijona let. Menijo, da bi lahko bilo zoženje ožine pred 900.000 leti eden od razlogov za podaljšanje trajanja ledene dobe.
Skozenj poteka tudi mednarodna datumska meja. V osrednjem delu preliva sta Diomedova otoka. Zahodni otok pripada Rusiji, vzhodni pa Združenim državam Amerike. Zaradi mednarodne datumske meje je časovna razlika med otokoma 21 ur.

## Odprave
Vsaj od leta 1562 so evropski geografi menili, da med Azijo in Severno Ameriko obstaja ožina Anián. Leta 1648 je Semyon Dezhnyov verjetno šel skozi ožino, vendar njegovo poročilo ni doseglo Evrope. Ruski pomorščak danskega rodu Vitus Bering je vanjo vplul leta 1728. Leta 1732 jo je prvič preplul Mihail Gvozdev iz Azije v Ameriko. Leta 1778 ga je obiskal na tretjem potovanju James Cook.
Ameriška plovila so do leta 1847 v ožini lovila grenlandske kite.
Marca 1913 je kapitan Max Gottschalk (Nemec) prečkal vzhodni rt Sibirije v Shishmaref na Aljaski s pasjimi vpregami prek otokov Mali in Veliki Diomed. Bil je prvi dokumentirani sodobni popotnik, ki je prečkal Rusijo v Severno Ameriko brez uporabe čolna.
Leta 1987 je plavalka Lynne Cox v zadnjih letih hladne vojne preplavala 4,3 kilometra progo med Diomedovima otokoma od Aljaske do Sovjetske zveze v vodi s temperaturo 3,3 °C. Skupaj sta ji čestitala ameriški predsednik Ronald Reagan in sovjetski voditelj Mihail Gorbačov.
Junija in julija 1989 so tri neodvisne ekipe poskusile izvesti prvo sodobno prečkanje Beringovega preliva s kajakom. Skupine so bile: sedem prebivalcev Aljaske, ki so svoj trud poimenovali Veslanje v jutri (tj. prečkanje mednarodne datumske črte); štiričlanska britanska odprava Kajaki čez Beringovo ožino; in ekipa Kalifornijcev v tričlanski baidarki, ki jo je vodil Jim Noyes (ki je svojo ambiciozno ekspedicijo začel kot paraplegik). Kalifornijce je spremljala filmska ekipa v umiaku, tradicionalnem čolnu iz mroževe kože; leta 1991 so snemali dokumentarni film Curtain of Ice v režiji Johna Armstronga.
Marca 2006 sta Britanec Karl Bushby in francosko-ameriški pustolovec Dimitri Kieffer peš prečkala ožino in v 15 dneh prehodila zamrznjen 90-kilometrski del. Kmalu so ju aretirali, ker v Rusijo nista vstopila prek rednega vstopnega pristanišča.
Avgust 2008 je zaznamoval prvo prečkanje Beringovega preliva z uporabo amfibijskega cestnega vozila. Posebej prirejen Land Rover Defender 110 sta vozila Steve Burgess in Dan Evans čez ožine v drugem poskusu, potem ko je prvega prekinilo slabo vreme.
Februarja 2012 je korejska ekipa pod vodstvom Hong Sung-Taeka v šestih dneh peš prečkala ožino. Začeli so s polotoka Čukotka, vzhodne obale Rusije, 23. februarja in prispeli v Wales, zahodno obalno mesto na Aljaski, 29. februarja.
Julija 2012 je šest pustolovcev, povezanih z Dangerous Waters, resničnostno pustolovsko oddajo v nastajanju, prečkalo Sea-Doos, vendar so jih aretirali in jim je bilo dovoljeno, da se vrnejo na Aljasko s svojimi Sea-Doo-ji, potem ko so jih na kratko pridržali v Lavrentiji, upravnem središču okrožja Čukotski. Z njimi so lepo ravnali in jim omogočili ogled vaškega muzeja, vendar jim niso dovolili, da bi nadaljevali proti jugu vzdolž pacifiške obale. Moški so imeli vizume, vendar je zahodna obala Beringovega preliva zaprto vojaško območje.
Med 4. in 10. avgustom (ameriški čas) 2013 je ekipa 65 plavalcev iz 17 držav izvedla štafetno plavanje čez Beringovo ožino, prvo tovrstno plavanje v zgodovini. Plavali so od rta Dežnev v Rusiji do rta Prince of Wales v Združenih državah (približno 110 kilometrov, zaradi toka). Imeli so neposredno podporo ruske mornarice z uporabo ene od njenih ladij in pomoč z dovoljenjem.

## Predlagano prečkanje
Fizična povezava med Azijo in Severno Ameriko prek Beringovega preliva je skoraj postala resničnost leta 1864, ko je rusko-ameriško telegrafsko podjetje začelo priprave na kopensko telegrafsko linijo, ki bi povezovala Evropo in Ameriko prek vzhoda. Opustili so ga, ko se je podvodni Atlantski kabel izkazal za uspešnega.
Nadaljnji predlog za povezavo mostu in predora od vzhodne Rusije do Aljaske je podal francoski inženir baron Loicq de Lobel leta 1906. Ruski car Nikolaj II. Ruski je izdal ukaz, s katerim je francosko-ameriški sindikat, ki ga je zastopal de Lobel, pooblastil za začetek dela na projektu transsibirske železnice na Aljaski, vendar fizičnega dela nikoli ni bilo.
Podani so bili predlogi za izgradnjo mostu v Beringovi ožini med Aljasko in Sibirijo. Kljub izjemnim inženirskim, političnim in finančnim izzivom je Rusija avgusta 2011 dala zeleno luč za 65 milijard ameriških dolarjev vreden projekt predora TKM-World Link. Če bi bil dokončan, bi bil 103 km predor najdaljši na svetu. Kitajska je razmišljala o gradnji železniške proge Kitajska-Rusija-Kanada-Amerika, ki bi vključevala gradnjo 200 kilometrov dolgega podvodnega predora, ki bi prečkal Beringovo ožino.

## Predlagani jez
Leta 1956 je Sovjetska zveza ZDA predlagala skupni dvonacionalni projekt za ogrevanje Arktičnega oceana in taljenje nekaj ledenega pokrova. Po zasnovi Petra Borisova je sovjetski projekt zahteval 90 kilometrov širok jez čez Beringovo ožino. Hladnemu pacifiškemu toku bi preprečil vstop v Arktiko. S črpanjem hladne površinske vode z nizko slanostjo preko jezu v Pacifik bi se toplejša in bolj slana morska voda iz Atlantskega oceana vnesla v Arktični ocean. Vendar pa so strokovnjaki CIE in FBI nasprotovali sovjetskemu načrtu, ker so se sklicevali na pomisleke glede nacionalne varnosti, saj so trdili, da bi bil načrt sicer izvedljiv, vendar bi ogrozil NORAD in bi tako lahko zgradili jez le z ogromnimi stroški. Sovjetski znanstvenik D. A. Drogajcev je prav tako nasprotoval ideji, ki je izjavil, da bi morje severno od jezu in reke, ki tečejo proti severu v Sibiriji, postale neplovne vse leto, Gobi in druge puščave pa bi se razširile na obalo severne Sibirije.
Američan Charles P. Steinmetz (1865–1923) je pred tem predlagal razširitev Beringove ožine z odstranitvijo otoka sv. Lovrenca in delov polotokov Seward in Čukotski. 320 kilometrov široka ožina bi omogočila, da bi Japonski tok stopil Arktični ocean.
V 21. stoletju je bil predlagan 300-kilometrski jez. Vendar pa je cilj predloga ohraniti arktični ledeni pokrov pred globalnim segrevanjem.

## Mejaledena zavesa
Med hladno vojno je Beringova ožina označevala mejo med Sovjetsko zvezo in ZDA. Diomedova otoka – Veliki (Rusija) in Mali (ZDA) – sta oddaljena le 3,8 km. Tradicionalno so domorodci na tem območju pogosto prečkali mejo sem in tja zaradi »rutinskih obiskov, sezonskih festivalov in trgovine za preživljanje«, vendar jim je to med hladno vojno preprečeno. Meja je postala znana kot ledena zavesa. Bila je popolnoma zaprta, rednega potniškega letalskega ali ladijskega prometa ni bilo.
Od leta 2012 je ruska obala Beringovega preliva zaprto vojaško območje. Z organiziranimi izleti in uporabo posebnih dovolilnic je omogočen obisk tujcev. Vsi prihodi morajo biti prek letališča ali pristanišča za križarjenja, v bližini Beringovega preliva samo v Anadirju ali Provideniji. Nepooblaščene potnike, ki prispejo na obalo po prečkanju ožine, tudi tiste z vizumom, lahko aretirajo, za kratek čas zaprejo, denarno kaznujejo, izženejo in jim prepovejo prihodnje vizume.